# Набиев, Яшар Вели оглы
Яшар Вели оглы Набиев (азерб. Yaşar Vəli oğlu Nəbiyev; род. 20 марта 1938, Низами, Геранбойский район) — советский азербайджанский металлург, лауреат Государственной премии СССР (1983).

## Биография
Родился 20 марта 1938 года в селе Низами Геранбойского района Азербайджанской ССР.
С 1963 года — аппаратчик цеха серной кислоты Кировабадского алюминиевого завода имени 60-летия СССР.
Яшар Набиев пришел на завод еще строителем, однако заинтересовавшись производством, решил начать работать на самом производстве. Аппаратчику цеха по производству серной кислоты предстояла сложная работа — необходимо было следить за всеми агрегатными процессами, однако молодой Набиев не побоялся трудностей. Тщательно изучив технику производства, аппаратчик выдвинул ряд рационализаторских предложений, которые после ввода в производство сохранили государству 5 миллионов рублей за счет экономии электричества и топлива. Яшар Набиев стал одним из зачинщиков движения по ликвидации простоев на заводе, он предложил каждому рабочему изучить дополнительную профессию для выполнения другой работы в случае простоя, сам Набиев дополнительно изучил профессии оператора компрессоров, слесаря и наладчика аппаратов. Коллектив цеха серной кислоты и сам Набиев выполнили план одиннадцатой пятилетки в октябре 1983 года.
Постановлением ЦК КПСС и Совета Министров СССР от 7 ноября 1983 года за большой личный вклад в повышение эффективности металлургического производства Набиеву Яшару Вели оглы присуждена Государственная премия СССР.